# Gummersbach
Gummersbach – miasto powiatowe w Niemczech, w południowo-wschodniej części kraju związkowego Nadrenia Północna-Westfalia, w rejencji Kolonia, siedziba powiatu Oberbergischer Kreis.

## Historia
Pierwsza wzmianka o miejscowości Gumeresbraht pochodzi z roku 1109. W roku 1857 Gummersbach otrzymuje prawa miejskie.

## Demografia
| Rok  | Mieszkańcy |
| ---- | ---------- |
| 1890 | 7 748      |
| 1910 | 16 050     |
| 1925 | 17 310     |
| 1950 | 30 617     |
| 1953 | 31 557     |
| 1957 | 32 150     |
| 1967 | 32 822     |
| 1977 | 49 285     |
| 1990 | 50 965     |
| 1995 | 54 462     |
| 2000 | 53 311     |
| 2002 | 54 318     |
| 2003 | 54 212     |
| 2004 | 54 312     |
| 2005 | 54 286     |
| 2006 | 52 636     |
| 2007 | 52 467     |

## Sport
- VfL Gummersbach – klub piłki ręcznej mężczyzn

## Współpraca
Miejscowości partnerskie:
- Afandu, Grecja
- Burg, Saksonia-Anhalt
- La Roche-sur-Yon, Francja
- Lębork, Polska